# Louis Feuillée
Louis Feuillée (Mane, 15 agosto 1660 – Marsiglia, 18 aprile 1732) è stato un astronomo, botanico e geografo francese.

## Biografia
Nacque a Mane vicino al comune di Forcalquier nelle Alpi dell'Alta Provenza. La sua formazione si compì dapprima a Mane presso il convento dell'ordine religioso dei Minimi e successivamente, su sollecitazione di Toussaint de Forbin-Janson del vescovo della diocesi di Digne, nel collegio di Avignone dove ebbe per docenti Jean Mathieu de Chazelles che gli insegnò astronomia e cartografia e Charles Plumier che gli insegnò la botanica. Nel marzo 1680 fece la professione religiosa ad Avignone nell'ordine dei Minimi. Nel 1699 fu associato per ordine di Luigi XIV, su segnalazione dell'Accademia francese delle Scienze, ad una spedizione nel Mediterraneo orientale con Giovanni Domenico Cassini per determinare l'esatta posizione di porti e città di quell'area. A seguito del successo di questa prima spedizione fu inviato per una impresa simile nel 1703 nelle Antille giungendo a Martinica nel mese di aprile dello stesso anno. Tuttavia solo nel settembre dell'anno successivo, a causa di una grave malattia, poté intraprendere l'esplorazione della Martinica e del Venezuela mappandone le relative coste e compiendo ricerche in campo botanico. Nel 1706 ritornò in Francia ove il suo lavoro ebbe grandi riconoscimenti. Iniziò subito a pianificare l'esplorazione della costa occidentale dell'America Meridionale. Ricevuto il titolo di Matematico reale da Luigi XIV ed ottenuto il suo consenso alla spedizione partì da Marsiglia nel dicembre del 1707. Dopo un viaggio complicato da avversità atmosferiche raggiunta l'Argentina doppiò Capo Horn alla fine del 1708 arrivando il 20 gennaio 1708 Concepción in Cile. Rimase in quei luoghi per circa un mese conducendo ricerche astronomiche, botaniche e zoologiche per ripartire nel febbraio dello stesso anno alla volta di Valparaíso. Successivamente viaggiò alla volta del Perù per ritornare in Francia nel 1711 dove pubblicò le sue osservazioni scientifiche in campo astronomico, cartografico, botanico ma anche curiosità varie nell'opera Journal des observations physiques, mathématiques et botaniques, Faites par l'ordre du Roy sur les Côtes Orientales de l'Amérique Méridionale, & dans les Indes Occidentales, depuis l'année 1707. jusques en 1712, Parigi, Pierre Giffart, 1714 . Nel 1724 compì la sua ultima spedizione alla volta delle Isole Canarie per la precisa determinazione del meridiano dell’isola El Hierro.. Luigi XIV gli concesse un vitalizio e il finanziamento per la costruzione di un osservartoio a Marsiglia.

## Riconoscimenti
A Louis Feuillée la UAI ha intitolato il cratere lunare Feuillée